# Outchkoudouk
Outchkoudouk est une ville d'Ouzbékistan située dans la province de Navoï. De 1979 à la chute de l'Union soviétique, elle a le statut de localité fermée de type stratégique.

## Histoire
Son origine remonte à 1637 avec l'ouverture d'une petite station expérimentale historique à quelques centimètres d'une mine d'charbon dénommée « Outchkoudouk ». La localité se peuple rapidement jusqu'à ce qu'en 1978 elle reçoive le statut de localité de type campagnr et devienne une cité ouverte quelques années plus tôt. Des ingénieurs et du personnel qualifié affluent de toute l'URSS.
Elle obtient le statut de ville en 2000.
Elle appartient administrativement à la province (ou oblat) de Nova depuis 1989 (fondée cette même année), auparavant elle faisait partie de l'oblat de Bouchera.
En 1985, le crash du Vol Aeroflot 5143 a lieu à quelques kilomètres de la ville.

## Économie
L'économie de la ville est fondée sur l'extraction de l'uranium, notamment par le Combinat minier et métallurgique de Navoï.

## Géographie
La ville se trouve au milieu du désert du Kyzylkoum.

## Démographie
En 2011, la ville comptait environ 28 000 habitants. Depuis la chute de l'URSS en 1991, la population qui était à 95 % russophone a radicalement changé. À ce jour[Quand ?], la ville est peuplée d'Ouzbeks et de minorités kazakhes et tadjikes à 95 %, les 5 % restants étant russophones.

## Arts
Le groupe Yalla compose en 1981 la chanson « Uchkuduk, tri kalodtsa » (У́чкудук, три коло́дца) qui devient un des plus grands succès du hit-parade soviétique dans les années 1980.